# Premi e candidature per True Blood

Logo della serie televisiva.

Di seguito sono elencati le candidature e i premi riguardanti la serie televisiva statunitense True Blood, ideata da Alan Ball e basata sui romanzi del Ciclo di Sookie Stackhouse di Charlaine Harris. La serie, che è stata trasmessa sul canale via cavo HBO dal 7 settembre 2008 al 24 agosto 2014, è stata nominata per diversi di premi, tra i quali:
3 Golden Globe (1 vinto), 15 Emmy Award (1 vinto), 2 Screen Actors Guild Awards (1 vinto), 3 GLAAD Media Awards (1 vinto), 7 People's Choice Awards (2 vinti), 6 Satellite Awards (3 vinti).
La serie è incentrata sulla co-esistenza tra vampiri e umani a Bon Temps, una piccola e fittizia cittadina della Louisiana. Le vicende ruotano attorno a Sookie Stackhouse (Anna Paquin), cameriera telepate che inizia una storia d'amore con il vampiro Bill Compton (Stephen Moyer), che la porterà ad entrare in contatto con il mondo soprannaturale costituito da vampiri e da altre creature di diverso genere.
Anna Paquin è l'attrice più nominata, con un totale di 17 nomination. True Blood è stata finora nominata per 101 premi, di cui ne ha vinti 30.

## American Cinema Editors
| Anno | Categoria                                                 | Nominato                                             | Responso        | Fonte |
| ---- | --------------------------------------------------------- | ---------------------------------------------------- | --------------- | ----- |
| 2009 | Best Edited One-Hour Series for Television                | Michael Ruscio e Andy Keir (per Uno strano incontro) | Vincitore/trice | [ 2 ] |
| 2010 | Best Edited One-Hour Series for Non-Commercial Television | Louise Innes (per L'infiltrata)                      | Candidato/a     | [ 3 ] |

## American Film Institute Awards
| Anno | Categoria                                        | Nominato                                         | Responso        | Fonte |
| ---- | ------------------------------------------------ | ------------------------------------------------ | --------------- | ----- |
| 2009 | Uno dei 10 miglior programmi televisivi del 2009 | Uno dei 10 miglior programmi televisivi del 2009 | Vincitore/trice | [ 4 ] |

## Art Directors Guild
| Anno | Categoria                                             | Nominato                                        | Responso    | Fonte |
| ---- | ----------------------------------------------------- | ----------------------------------------------- | ----------- | ----- |
| 2009 | Episode of a One Hour Single-Camera Television Series | Suzuki Ingerslev (per Caccia ai vampiri)        | Candidato/a | [ 5 ] |
| 2010 | Excellence in Production Design in TV for 2009        | Suzuki Ingerslev (per Non lasciarmi andare via) | Candidato/a | [ 5 ] |
| 2011 | Episode of a One Hour Single-Camera Television Series | Suzuki Ingerslev (per Le dure leggi dell'amore) | Candidato/a | [ 6 ] |

## Bram Stoker Awards
| Anno | Categoria     | Nominato                         | Responso    | Fonte |
| ---- | ------------- | -------------------------------- | ----------- | ----- |
| 2012 | Sceneggiatura | Alan Ball (per Legame di sangue) | Candidato/a | [ 1 ] |

## BMI Awards
| Anno | Categoria                                | Nominato                   | Responso        | Fonte |
| ---- | ---------------------------------------- | -------------------------- | --------------- | ----- |
| 2009 | True Blood - colonna sonora originale    | Nathan Barr                | Vincitore/trice | [ 7 ] |
| 2009 | True Blood - tema musicale               | Jace Everett               | Vincitore/trice | [ 7 ] |
| 2010 | Composers of Featured Music for Cable TV | Nathan Barr e Jace Everett | Vincitore/trice | [ 8 ] |

## Bravo A-List Awards
| Anno | Categoria         | Nominato                        | Responso    | Fonte |
| ---- | ----------------- | ------------------------------- | ----------- | ----- |
| 2009 | A-List TV Show    | A-List TV Show                  | Candidato/a | [ 9 ] |
| 2009 | Sexiest TV Moment | Scena d'amore tra Bill e Sookie | Candidato/a | [ 9 ] |

## ASTRA Awards
| Anno | Categoria                           | Nominato                            | Responso    | Fonte |
| ---- | ----------------------------------- | ----------------------------------- | ----------- | ----- |
| 2012 | Favorite International Show - Drama | Favorite International Show - Drama | Candidato/a | [ 1 ] |

## Australian Film Institute
| Anno | Categoria      | Nominato     | Responso    | Fonte |
| ---- | -------------- | ------------ | ----------- | ----- |
| 2010 | Miglior attore | Ryan Kwanten | Candidato/a | [ 1 ] |

## British Academy Television Awards
| Anno | Categoria                  | Nominato                   | Responso    | Fonte  |
| ---- | -------------------------- | -------------------------- | ----------- | ------ |
| 2010 | Best International TV Show | Best International TV Show | Candidato/a | [ 10 ] |

## Costume Designers Guild
| Anno | Categoria                                       | Nominato      | Responso    | Fonte  |
| ---- | ----------------------------------------------- | ------------- | ----------- | ------ |
| 2010 | Costumi per una serie televisiva Period/Fantasy | Audrey Fisher | Candidato/a | [ 11 ] |

## Emmy Awards
| Anno | Categoria                                                        | Nominato | Responso        | Fonte  |
| ---- | ---------------------------------------------------------------- | --- | --------------- | ------ |
| 2009 | Migliori titoli di testa                                         | Rama Allen, Shawn Fedorchuk, Matthew Mulder, Morgan Henry, Camm Rowland e Ryan Gagnier                                                                            | Candidato/a     | [ 12 ] |
| 2009 | Migliore casting per una serie TV drammatica                     | Junie Lowry Johnson e Libby Goldstein | Vincitore/trice | [ 12 ] |
| 2009 | Miglior direzione artistica per una serie single-camera          | Suzuki Ingerslev, Cat Smith e Rusty Lipscomb (per Fulmini a ciel sereno, Freddo addio e Caccia ai vampiri)                                                        | Candidato/a     | [ 12 ] |
| 2009 | Miglior performance (voto online)                                | Sookie incontra Bill | Vincitore/trice | [ 12 ] |
| 2010 | Miglior serie TV drammatica                                      | Miglior serie TV drammatica | Candidato/a     | [ 13 ] |
| 2010 | Migliore casting per una serie TV drammatica                     | Junie Lowry Johnson e Libby Goldstein | Candidato/a     | [ 13 ] |
| 2010 | Miglior scenografia per una serie single-camera                  | Suzuki Ingerslev, Cat Smith e Laura Richarz (per Non lasciarmi andare via, Sacrifici e Delirio)                                                                   | Candidato/a     | [ 13 ] |
| 2010 | Miglior trucco per una serie, miniserie, film o speciale         | Brigette Ellis, Ned Neidhardt, Bernhard Eichholz, Anthony Barlow, Sam Polin, Danielle Noe, Todd Masters e Daniel Rebert (per Graffi)                              | Candidato/a     | [ 13 ] |
| 2010 | Miglior montaggio sonoro per una serie                           | John Benson, Jason Krane, Stuart Martin, Brian Thomas Nist, Bruno Coon, Zane Bruce e Jeff Gunn (per Il matrimonio)                                                | Candidato/a     | [ 13 ] |
| 2011 | Miglior scenografia per una serie single-camera                  | Suzuki Ingerslev, Cat Smith e Laura Richarz (per I piani del re, Nuove alleanze, Le dure leggi dell'amore)                                                        | Candidato/a     | [ 14 ] |
| 2011 | Miglior trucco tradizionale per una serie single-camera          | Brigette Myre Ellis e Lana Horochowski (per Nella tana dei lupi)                                                                                                  | Candidato/a     | [ 14 ] |
| 2011 | Miglior attrice ospite in una serie drammatica                   | Alfre Woodard | Candidato/a     | [ 14 ] |
| 2011 | Miglior montaggio sonoro per una serie                           | John Benson, Jason Krane, Christian Buenaventura, Steve Stuhr, Stuart Martin, Fred Judkins, Eduardo Ponsdomenech, Zane Bruce e Jeff Gunn (per Scacco alla regina) | Candidato/a     | [ 14 ] |
| 2013 | Miglior scenografia per una serie single-camera                  | Suzuki Ingerslev, Cat Smith e Ron V. Franco (per Negoziazioni) | Candidato/a     |        |
| 2014 | Miglior scenografia per una serie contemporanea                  | Suzuki Ingerslev, Cat Smith e Ron V. Franco (per La trappola, L'amara verità e Salvala)                                                                           | Candidato/a     |        |
| 2014 | Miglior coordinatore degli stunt per una serie, miniserie o film | Hiro Koda | Candidato/a     |        |

## Ewwy Awards
| Anno | Categoria                                                   | Nominato                            | Responso        | Fonte  |
| ---- | ----------------------------------------------------------- | ----------------------------------- | --------------- | ------ |
| 2009 | Miglior serie televisiva drammatica                         | Miglior serie televisiva drammatica | Vincitore/trice | [ 15 ] |
| 2009 | Miglior attore non protagonista in una serie TV drammatica  | Nelsan Ellis                        | Vincitore/trice | [ 15 ] |
| 2010 | Miglior attrice non protagonista in una serie TV drammatica | Michelle Forbes                     | Candidato/a     | [ 1 ]  |
| 2010 | Miglior attore non protagonista in una serie TV drammatica  | Ryan Kwanten                        | Candidato/a     | [ 1 ]  |

## Genesis Awards
| Anno | Categoria        | Nominato           | Responso        | Fonte  |
| ---- | ---------------- | ------------------ | --------------- | ------ |
| 2011 | Serie drammatica | Scacco alla regina | Vincitore/trice | [ 16 ] |

## GLAAD Media Awards
| Anno | Categoria                | Nominato                 | Responso        | Fonte  |
| ---- | ------------------------ | ------------------------ | --------------- | ------ |
| 2009 | Miglior serie drammatica | Miglior serie drammatica | Candidato/a     | [ 17 ] |
| 2010 | Miglior serie drammatica | Miglior serie drammatica | Candidato/a     | [ 18 ] |
| 2011 | Miglior serie drammatica | Miglior serie drammatica | Vincitore/trice | [ 19 ] |

## Golden Globe
| Anno | Categoria                               | Nominato                            | Responso        | Fonte  |
| ---- | --------------------------------------- | ----------------------------------- | --------------- | ------ |
| 2009 | Miglior serie televisiva drammatica     | Miglior serie televisiva drammatica | Candidato/a     | [ 20 ] |
| 2009 | Miglior attrice in una serie drammatica | Anna Paquin                         | Vincitore/trice | [ 20 ] |
| 2010 | Miglior serie televisiva drammatica     | Miglior serie televisiva drammatica | Candidato/a     | [ 21 ] |
| 2010 | Miglior attrice in una serie drammatica | Anna Paquin                         | Candidato/a     | [ 21 ] |

## Grammy Awards
| Anno | Categoria                                                          | Nominato                                                   | Responso    | Fonte  |
| ---- | ------------------------------------------------------------------ | ---------------------------------------------------------- | ----------- | ------ |
| 2009 | Best Compilation Soundtrack Album for Motion Picture or Television | True Blood: Music from the HBO Original Series             | Candidato/a | [ 22 ] |
| 2010 | Best Song Written for a Motion Picture or Television               | Kiss Like Your Kiss (di Lucinda Williams e Elvis Costello) | Candidato/a | [ 23 ] |
| 2010 | Best Compilation Soundtrack Album for Motion Picture or Television | True Blood: Music from the HBO Original Series Vol. 2      | Candidato/a | [ 23 ] |
| 2011 | Best Compilation Soundtrack for Visual Media                       | True Blood: Music from the HBO Original Series Vol. 3      | Candidato/a | [ 22 ] |

## Hollywood Music in Media Awards
| Anno | Categoria                             | Nominato                                      | Responso        | Fonte  |
| ---- | ------------------------------------- | --------------------------------------------- | --------------- | ------ |
| 2009 | Miglior supervisione musicale         | Gary Calamar                                  | Candidato/a     | [ 24 ] |
| 2009 | Miglior colonna sonora originale – TV | Nathan Barr                                   | Vincitore/trice | [ 24 ] |
| 2009 | Miglior canzone                       | Take Me Home (di Nathan Barr e Lisbeth Scott) | Candidato/a     | [ 24 ] |
| 2010 | Miglior colonna sonora originale – TV | Nathan Barr                                   | Candidato/a     | [ 25 ] |

## Motion Picture Sound Editors
| Anno | Categoria                                                                          | Nominato      | Responso        | Fonte  |
| ---- | ---------------------------------------------------------------------------------- | ------------- | --------------- | ------ |
| 2009 | Miglior sonoro in brevi forme in ambito televisivo - Dialoghi e ADR per l'episodio | Il superstite | Candidato/a     | [ 26 ] |
| 2010 | Miglior sonoro in brevi forme in ambito televisivo - Dialoghi e ADR per l'episodio | Il matrimonio | Vincitore/trice | [ 27 ] |

## Mr. Skin Awards
| Anno | Categoria                    | Nominato                     | Responso        | Fonte  |
| ---- | ---------------------------- | ---------------------------- | --------------- | ------ |
| 2009 | Miglior programma televisivo | Miglior programma televisivo | Vincitore/trice | [ 28 ] |
| 2009 | Miglior scena di nudo        | Lizzy Caplan                 | Vincitore/trice | [ 28 ] |

## NAACP Image Awards
| Anno | Categoria                                                | Nominato                           | Responso    | Fonte |
| ---- | -------------------------------------------------------- | ---------------------------------- | ----------- | ----- |
| 2010 | Miglior sceneggiatore per una serie drammatica           | Alexander Woo (per Il matrimonio)  | Candidato/a | [ 1 ] |
| 2011 | Miglior attore non protagonista in una serie drammatica  | Nelsan Ellis                       | Candidato/a | [ 1 ] |
| 2011 | Miglior sceneggiatore per una serie drammatica           | Alexander Woo (per Nuove alleanze) | Candidato/a | [ 1 ] |
| 2012 | Miglior attore non protagonista in una serie drammatica  | Nelsan Ellis                       | Candidato/a | [ 1 ] |
| 2013 | Miglior attrice non protagonista in una serie drammatica | Rutina Wesley                      | Candidato/a | [ 1 ] |
| 2013 | Miglior serie drammatica                                 |                                    | Candidato/a | [ 1 ] |

## Imagen Awards
| Anno | Categoria                                     | Nominato        | Responso    | Fonte |
| ---- | --------------------------------------------- | --------------- | ----------- | ----- |
| 2012 | Miglior attore non protagonista - Televisione | Kevin Alejandro | Candidato/a | [ 1 ] |

## Jupiter Awards
| Anno | Categoria                               | Nominato | Responso        | Fonte |
| ---- | --------------------------------------- | -------- | --------------- | ----- |
| 2011 | Miglior serie televisiva internazionale |          | Vincitore/trice | [ 1 ] |

## NewNowNext Awards
| Anno | Categoria                     | Nominato                      | Responso        | Fonte  |
| ---- | ----------------------------- | ----------------------------- | --------------- | ------ |
| 2009 | Brink of Fame: Actor          | Nelsan Ellis                  | Vincitore/trice | [ 29 ] |
| 2009 | Best Show You're Not Watching | Best Show You're Not Watching | Vincitore/trice | [ 29 ] |
| 2010 | Brink of Fame: Actor          | Alexander Skarsgård           | Candidato/a     | [ 30 ] |
| 2011 | 'Cause You're Hot             | Joe Manganiello               | Vincitore/trice | [ 30 ] |

## People's Choice Awards
| Anno | Categoria                           | Nominato                            | Responso        | Fonte  |
| ---- | ----------------------------------- | ----------------------------------- | --------------- | ------ |
| 2010 | Migliore serie fantascienza/fantasy | Migliore serie fantascienza/fantasy | Candidato/a     | [ 31 ] |
| 2010 | Miglior "ossessione" televisiva     | Miglior "ossessione" televisiva     | Vincitore/trice | [ 31 ] |
| 2011 | Migliore serie fantascienza/fantasy | Migliore serie fantascienza/fantasy | Candidato/a     | [ 32 ] |
| 2011 | Miglior "ossessione" televisiva     | Miglior "ossessione" televisiva     | Candidato/a     | [ 32 ] |
| 2012 | Miglior serie drammatica via cavo   | Miglior serie drammatica via cavo   | Candidato/a     | [ 32 ] |
| 2012 | Migliore serie fantascienza/fantasy | Migliore serie fantascienza/fantasy | Candidato/a     | [ 32 ] |
| 2013 | Miglior serie via cavo premium      | Miglior serie via cavo premium      | Vincitore/trice | [ 32 ] |
| 2014 | Miglior serie via cavo premium      | Miglior serie via cavo premium      | Candidato/a     | [ 32 ] |

## Producers Guild of America Awards
| Anno | Categoria                                          | Nominato                                           | Responso    | Fonte  |
| ---- | -------------------------------------------------- | -------------------------------------------------- | ----------- | ------ |
| 2010 | Premio Norman Felton per una serie tv - Drammatica | Premio Norman Felton per una serie tv - Drammatica | Candidato/a | [ 33 ] |
| 2011 | Premio Norman Felton per una serie tv - Drammatica | Premio Norman Felton per una serie tv - Drammatica | Candidato/a | [ 34 ] |

## Satellite Awards
| Anno | Categoria                                                                         | Nominato                                             | Responso        | Fonte  |
| ---- | --------------------------------------------------------------------------------- | ---------------------------------------------------- | --------------- | ------ |
| 2008 | Miglior attore non protagonista in una serie, miniserie o film per la televisione | Nelsan Ellis                                         | Vincitore/trice | [ 35 ] |
| 2008 | Miglior attrice in una serie drammatica                                           | Anna Paquin                                          | Vincitore/trice | [ 35 ] |
| 2009 | Edizione DVD di una serie televisiva                                              | True Blood – La prima stagione completa              | Vincitore/trice | [ 36 ] |
| 2009 | Miglior performance dell'intero cast in una serie TV                              | Miglior performance dell'intero cast in una serie TV | Vincitore/trice | [ 36 ] |
| 2010 | Miglior attrice in una serie drammatica                                           | Anna Paquin                                          | Candidato/a     | [ 37 ] |
| 2010 | Miglior attore in una serie drammatica                                            | Stephen Moyer                                        | Candidato/a     | [ 37 ] |

## Saturn Awards
| Anno | Categoria                                              | Nominato                            | Responso        | Fonte  |
| ---- | ------------------------------------------------------ | ----------------------------------- | --------------- | ------ |
| 2009 | Miglior serie di un canale via cavo                    | Miglior serie di un canale via cavo | Candidato/a     | [ 32 ] |
| 2009 | Miglior attrice in una serie o film TV                 | Anna Paquin                         | Candidato/a     | [ 32 ] |
| 2010 | Miglior serie di un canale via cavo                    | Miglior serie di un canale via cavo | Candidato/a     | [ 32 ] |
| 2010 | Miglior attore in una serie o film TV                  | Stephen Moyer                       | Candidato/a     | [ 32 ] |
| 2010 | Miglior attrice in una serie o film TV                 | Anna Paquin                         | Candidato/a     | [ 32 ] |
| 2010 | Miglior attore non protagonista in una serie o film TV | Alexander Skarsgård                 | Candidato/a     | [ 32 ] |
| 2010 | Migliore guest star in una serie TV                    | Michelle Forbes                     | Candidato/a     | [ 32 ] |
| 2011 | Miglior serie di un canale via cavo                    | Miglior serie di un canale via cavo | Candidato/a     | [ 32 ] |
| 2011 | Miglior attore in una serie o film TV                  | Stephen Moyer                       | Vincitore/trice | [ 32 ] |
| 2011 | Miglior attrice in una serie o film TV                 | Anna Paquin                         | Candidato/a     | [ 32 ] |
| 2011 | Migliore guest star in una serie TV                    | Joe Manganiello                     | Vincitore/trice | [ 32 ] |
| 2012 | Miglior serie di un canale via cavo                    | Miglior serie di un canale via cavo | Candidato/a     | [ 32 ] |
| 2013 | Miglior serie di un canale via cavo                    | Miglior serie di un canale via cavo | Candidato/a     | [ 32 ] |

## Scream Awards
| Anno | Categoria                          | Nominato                                                                | Responso        | Fonte  |
| ---- | ---------------------------------- | ----------------------------------------------------------------------- | --------------- | ------ |
| 2009 | Best TV Show                       | Best TV Show                                                            | Vincitore/trice | [ 38 ] |
| 2009 | Best Ensemble                      | Best Ensemble                                                           | Candidato/a     | [ 38 ] |
| 2009 | Best Horror Actor                  | Stephen Moyer                                                           | Vincitore/trice | [ 38 ] |
| 2009 | Best Horror Actor                  | Ryan Kwanten                                                            | Candidato/a     | [ 38 ] |
| 2009 | Best Horror Actress                | Anna Paquin                                                             | Vincitore/trice | [ 38 ] |
| 2009 | Best Supporting Actor              | Nelsan Ellis                                                            | Candidato/a     | [ 38 ] |
| 2009 | Best Supporting Actress            | Rutina Wesley                                                           | Candidato/a     | [ 38 ] |
| 2009 | Best Villain                       | Alexander Skarsgård                                                     | Vincitore/trice | [ 38 ] |
| 2009 | Breakout Performance – Male        | Sam Trammell                                                            | Candidato/a     | [ 38 ] |
| 2009 | Best Scream Song of the Year       | Bad Things (di Jace Everett)                                            | Candidato/a     | [ 38 ] |
| 2010 | The Ultimate Scream                | The Ultimate Scream                                                     | Candidato/a     | [ 39 ] |
| 2010 | Best TV Show                       | Best TV Show                                                            | Vincitore/trice | [ 39 ] |
| 2010 | Best Horror Actor                  | Stephen Moyer                                                           | Candidato/a     | [ 39 ] |
| 2010 | Best Horror Actor                  | Alexander Skarsgård                                                     | Vincitore/trice | [ 39 ] |
| 2010 | Best Horror Actress                | Anna Paquin                                                             | Vincitore/trice | [ 39 ] |
| 2010 | Best Supporting Actor              | Sam Trammell                                                            | Candidato/a     | [ 39 ] |
| 2010 | Best Breakout Performance – Female | Deborah Ann Woll                                                        | Candidato/a     | [ 39 ] |
| 2010 | Best Ensemble                      | Best Ensemble                                                           | Candidato/a     | [ 39 ] |
| 2010 | Most Memorable Mutilation          | Strappare il cuore dal petto di una persona e cucinarlo come un soufflé | Candidato/a     | [ 39 ] |
| 2010 | Holy Sh*t! Scene of the Year       | Testa girata di 180 gradi durante una scena di sesso                    | Vincitore/trice | [ 39 ] |
| 2011 | Best TV Show                       | Best TV Show                                                            | Candidato/a     | [ 40 ] |
| 2011 | Best Horror Actor                  | Stephen Moyer                                                           | Candidato/a     | [ 40 ] |
| 2011 | Best Horror Actor                  | Alexander Skarsgård                                                     | Vincitore/trice | [ 40 ] |
| 2011 | Best Horror Actress                | Anna Paquin                                                             | Candidato/a     | [ 40 ] |
| 2011 | Best Breakout Performance – Male   | Joe Manganiello                                                         | Vincitore/trice | [ 40 ] |
| 2011 | Best Ensemble                      | Best Ensemble                                                           | Vincitore/trice | [ 40 ] |

## Screamfest
| Anno | Categoria              | Nominato      | Responso        | Fonte |
| ---- | ---------------------- | ------------- | --------------- | ----- |
| 2009 | Miglior attrice horror | Anna Paquin   | Vincitore/trice | [ 1 ] |
| 2009 | Miglior attore horror  | Stephen Moyer | Vincitore/trice | [ 1 ] |

## Screen Actors Guild Awards
| Anno | Categoria                              | Nominato                               | Responso        | Fonte  |
| ---- | -------------------------------------- | -------------------------------------- | --------------- | ------ |
| 2010 | Miglior cast - Serie drammatica        | Miglior cast - Serie drammatica        | Candidato/a     | [ 41 ] |
| 2011 | Migliore gruppo di stuntman televisivi | Migliore gruppo di stuntman televisivi | Vincitore/trice | [ 42 ] |
| 2012 | Migliore gruppo di stuntman televisivi | Migliore gruppo di stuntman televisivi | Candidato/a     | [ 43 ] |

## Teen Choice Awards
| Anno | Categoria                                               | Nominato            | Responso    | Fonte  |
| ---- | ------------------------------------------------------- | ------------------- | ----------- | ------ |
| 2009 | TV Star femminile dell'estate                           | Anna Paquin         | Candidato/a | [ 32 ] |
| 2009 | TV Star maschile dell'estate                            | Stephen Moyer       | Candidato/a | [ 32 ] |
| 2010 | Migliore attrice in una serie tv fantasy o fantascienza | Anna Paquin         | Candidato/a | [ 32 ] |
| 2010 | TV Star femminile dell'estate                           | Anna Paquin         | Candidato/a | [ 32 ] |
| 2010 | Miglior attore in una serie tv fantasy o fantascienza   | Ryan Kwanten        | Candidato/a | [ 32 ] |
| 2010 | TV Star maschile dell'estate                            | Stephen Moyer       | Candidato/a | [ 32 ] |
| 2011 | Migliore attrice in una serie tv fantasy o fantascienza | Anna Paquin         | Candidato/a | [ 32 ] |
| 2011 | Miglior vampiro                                         | Alexander Skarsgård | Candidato/a | [ 32 ] |
| 2012 | Migliore serie tv fantasy o fantascienza                |                     | Candidato/a | [ 32 ] |
| 2012 | Migliore attrice in una serie tv fantasy o fantascienza | Anna Paquin         | Candidato/a | [ 32 ] |

## TCA Awards
| Anno | Categoria               | Nominato                | Responso        | Fonte  |
| ---- | ----------------------- | ----------------------- | --------------- | ------ |
| 2009 | Miglior nuovo programma | Miglior nuovo programma | Vincitore/trice | [ 32 ] |

## Tubey Awards
| Anno | Categoria               | Nominato                | Responso        | Fonte  |
| ---- | ----------------------- | ----------------------- | --------------- | ------ |
| 2009 | Best New Show           | Best New Show           | Vincitore/trice | [ 44 ] |
| 2009 | Guiltiest Pleasure Show | Guiltiest Pleasure Show | Vincitore/trice | [ 44 ] |

## TV.com Awards
| Anno | Categoria                                           | Nominato                    | Responso        | Fonte |
| ---- | --------------------------------------------------- | --------------------------- | --------------- | ----- |
| 2009 | Programma dell'anno (2009)                          | Programma dell'anno (2009)  | Vincitore/trice |       |
| 2010 | Miglior serie drammatica                            | Miglior serie drammatica    | Candidato/a     |       |
| 2010 | Miglior attore serio                                | Denis O'Hare                | Candidato/a     |       |
| 2011 | Miglior interpretazione di un personaggio non umano | Alexander Skarsgård         | Vincitore/trice |       |
| 2011 | Coppia televisiva più sexy                          | Anna Paquin e Stephen Moyer | Vincitore/trice |       |

## TV DVD Awards
| Anno | Categoria                       | Nominato       | Responso    | Fonte |
| ---- | ------------------------------- | -------------- | ----------- | ----- |
| 2009 | Miglior serie in programmazione | Prima stagione | Candidato/a |       |

## Writers Guild of America Awards
| Anno | Categoria                                                 | Nominato                                                                            | Responso    | Fonte  |
| ---- | --------------------------------------------------------- | ----------------------------------------------------------------------------------- | ----------- | ------ |
| 2009 | Miglior sceneggiatura - Nuova serie                       | Alan Ball, Brian Buckner, Raelle Tucker, Alexander Woo, Nancy Oliver e Chris Offutt | Candidato/a | [ 32 ] |
| 2010 | Miglior sceneggiatura per una serie drammatica - Episodio | Nancy Oliver (per Sacrifici)                                                        | Candidato/a | [ 32 ] |

## Young Artist Awards
| Anno | Categoria                                                                                  | Nominato          | Responso        | Fonte        |
| ---- | ------------------------------------------------------------------------------------------ | ----------------- | --------------- | ------------ |
| 2015 | Miglior performance in una serie televisiva - Giovane attrice guest star di anni 10 o meno | Layla Crawford    | Vincitore/trice | [ 1 ] [ 45 ] |
| 2015 | Miglior performance in una serie televisiva - Giovane attrice ricorrente di anni 10 o meno | Isabella Kai Rice | Candidato/a     | [ 1 ] [ 45 ] |